# Rycki
Rycki là một huyện thuộc tỉnh Lubelskie của Ba Lan. Huyện có diện tích 615 km². Đến ngày 1 tháng 1 năm 2011, dân số của huyện là 57919 người và mật độ 94 người/km².